# Aphthonella
Aphthonella is een geslacht van kevers uit de familie bladkevers (Chrysomelidae).
De wetenschappelijke naam van het geslacht werd in 1889 gepubliceerd door Martin Jacoby.

## Soorten
- Aphthonella nigripennis Chen & Wang, 1980
- Aphthonella nigronitida Chen & Wang, 1980